# Szlivovo (Debarca)
Szlivovo (macedónul: Сливово) település Észak-Macedóniában, a Délnyugati körzet Debarcai járásában.

## Népesség
| Lakosok száma | 489  | 463  | 332  | 194  | 70   | 35   | 24   | 16   | 5    |
|               | 1948 | 1953 | 1961 | 1971 | 1981 | 1991 | 1994 | 2002 | 2021 |

2002-ben 16 lakosa volt, akik mindannyian macedónok.